# La casa dell'imperatore
La casa dell'imperatore è un album del gruppo musicale italiano Formula 3, pubblicato nel 1994 dall'etichetta discografica Carras Music.

## Descrizione
Distribuito dalla Sony l'album, disponibile su musicassetta e compact disc, è prodotto da Rino Fiumara e i Formula3, gli arrangiamenti sono curati dal tastierista Stefano Previsti.
Roberto Guarino suona la chitarra nel brano La casa dell'imperatore.
Il brano che dà il titolo al lavoro è stato presentato al Festival di Sanremo 1994, dove si è classificato dodicesimo nella sezione Campioni.
Registrato e mixato presso gli studi Radius di Milano nel gennaio 1994.

## Tracce
CD (Carras Music, CRR 475909-2)
1. La casa dell'imperatore – 3:58
2. Come James Dean – 4:11
3. Chiara dei lampi – 4:02
4. Vicino e lontano – 4:16
5. Interludio – 4:32
6. Gli anni stupidi – 4:48
7. Sole rosso – 4:05
8. Piove – 3:24
9. Palermo – 4:39
10. Allo specchio – 4:59

Durata totale: 42:54

## Formazione
- Alberto Radius - voce, chitarra
- Tony Cicco - voce, batteria

Altri musicisti
- Stefano Previsti - tastiera
- Roberto Guarino - chitarra
- Mauro Gazzola - tastiera

Produzione
- Gianni Prudente - ingegnere del suono

## Edizioni
- 1994 – CD, Carras Music CRR 475909-2, Italia
- 1994 – MC, Carras Music CRR 475909-4, Italia